# Fendt

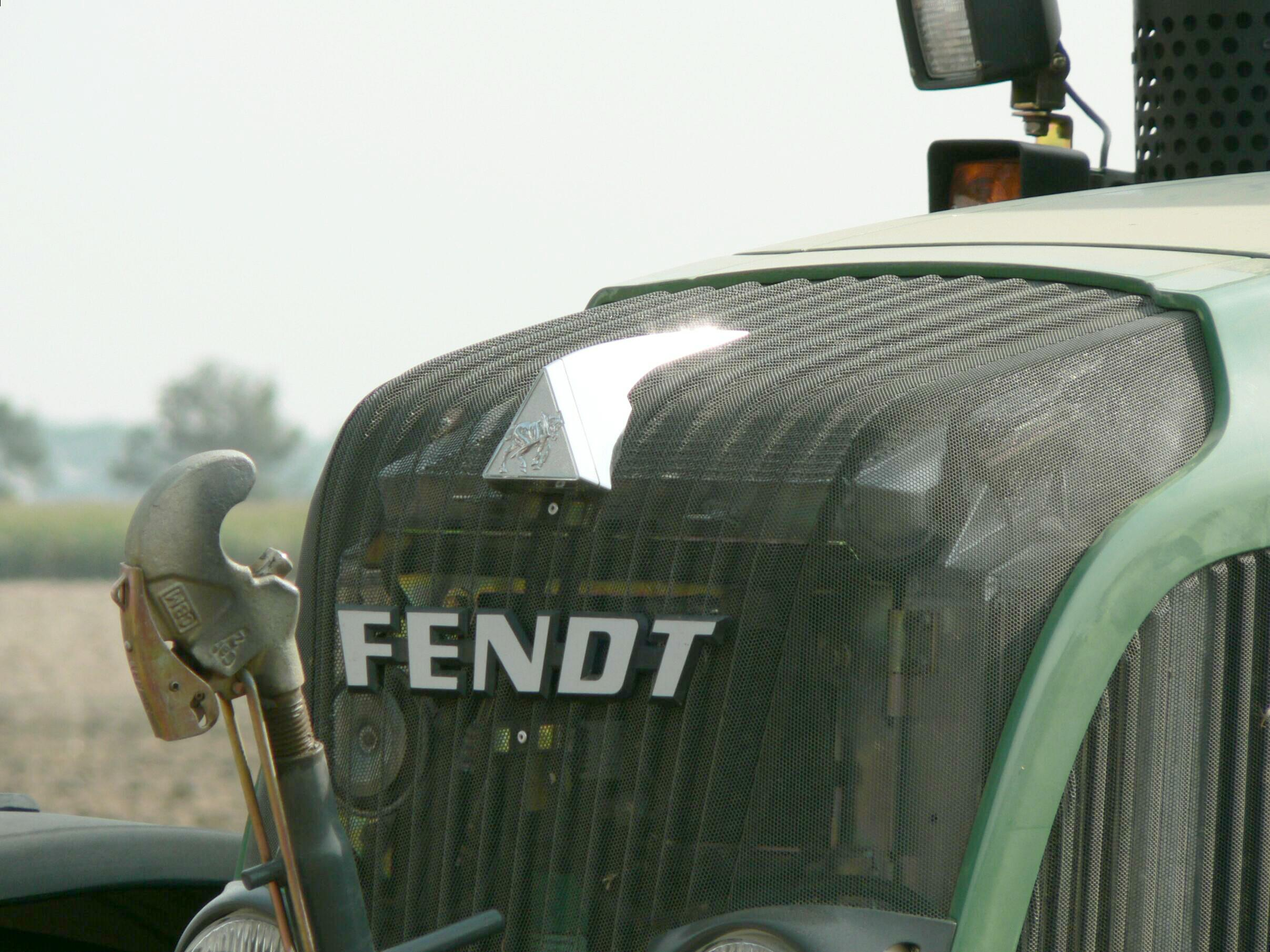
Fendt logo on a 818 front grill

Fendt este un producător german de tractoare și mașini agricole, fabricând și comercializând o linie completă de tractoare, combine de combinat și presă. Face parte din AGCO Corporation. A fost fondată în 1930 de Xaver Fendt și cumpărată de AGCO în 1997.

## Istoric

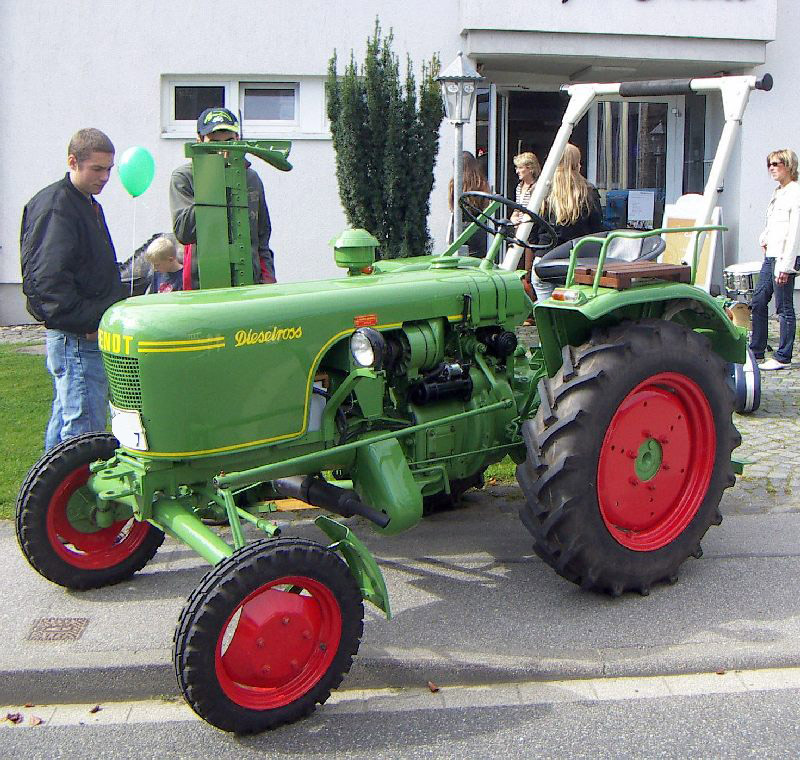
Fendt Dieselross 1950

Istoria familiei meșterilor Fendt se întoarce de 350 de ani. Producția de ceasuri de turn, corzi de plumb și viori și-a răspândit faima în regiunea Allgäu. De asemenea, familia crescuse de pe margine și avea un mic comerț cu echipamente agricole. Johann Georg Fendt, născut la 16 august 1868, a preluat activitatea familială a tatălui său Franz Xaver în 1898 și a început să vândă motoare staționare Deutz, unde a efectuat și lucrări de întreținere și reparații la fața locului. În timp ce primul fiu născut Xaver a părăsit afacerea familiei și a lucrat la companii mari precum Deutz sau BMW. Hermann a lucrat și el cu tatăl său în munca sa de zi cu zi. Ambele au recunoscut nevoia de utilaje agricole agricole și s-au aventurat în 1928 pentru a construi o mașină de tuns iarba motorizată.

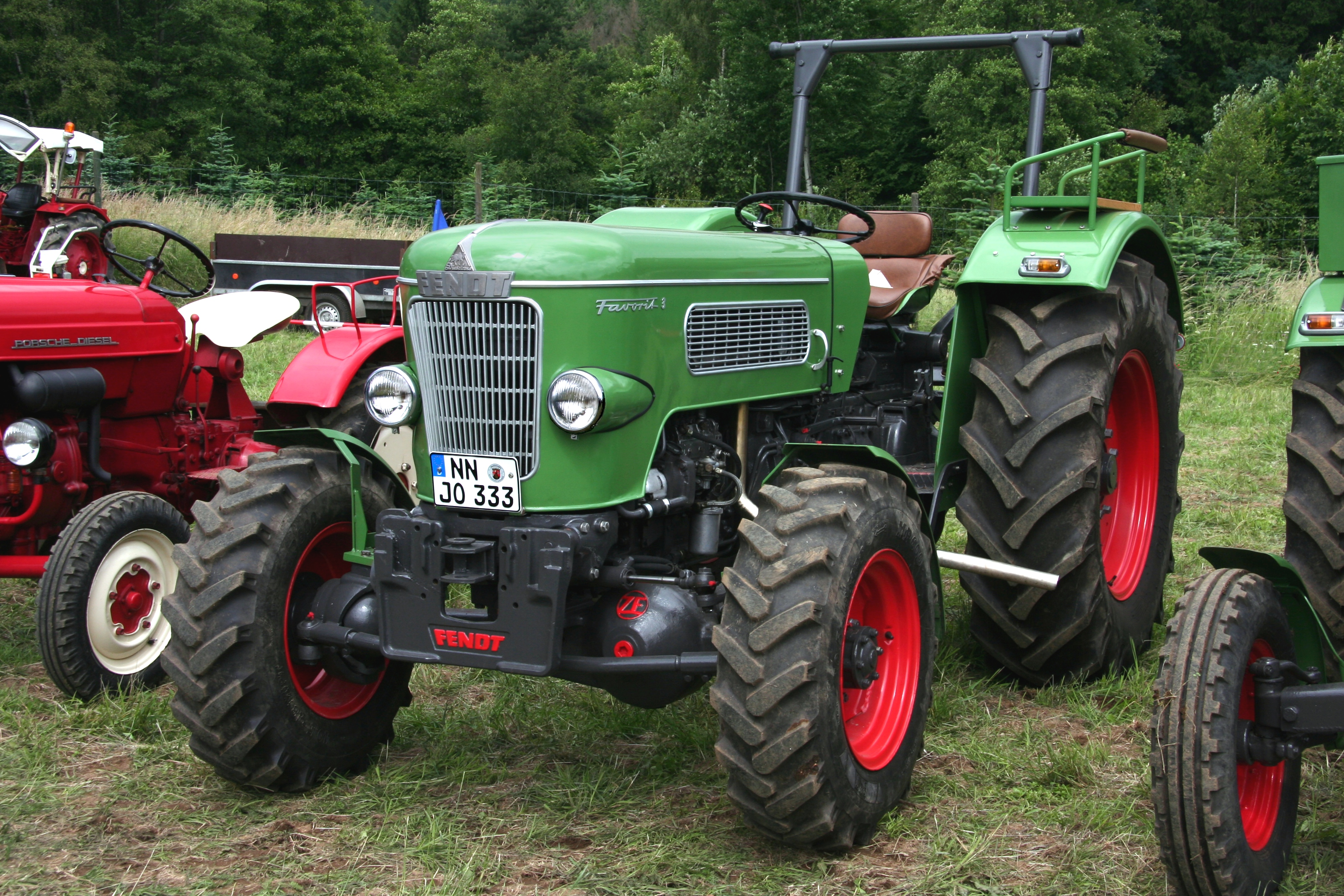
Fendt Favorit 3 produs în anii 1960

Primul tractor Dieselross de 6 CP a fost construit în 1930 de către frații Hermann (1911-1995) și Xaver Fendt (1907-1989) sub îndrumarea tatălui lor Johann Georg Fendt (1868-1933). În 1937, cei doi au încorporat compania în registrul comercial. În 1938, frații Fendt au construit Dieselross F 22 cu până la 22 CP, care a fost urmată de seria Dieselross până în 1958. Această dezvoltare i-a făcut cunoscuți dincolo de granițele Allgäu pentru prima dată. În 1958, a fost lansată o nouă clasă de tractoare seria "ff" cu tipurile Favorit, Farmer și Fix. Designul a fost schimbat și a oferit puterea motorului de la 15 la 80 CP. Preferința 1 a fost stabilirea tendințelor în formă și echipament tehnic, cu sistem de transmisie în mai multe etape. Seria recentă a clasei Vario a fost dezvăluită în 1996, care sunt inovatoare în materie de design, revoluționare în tehnologia cutiei de viteze și primul tractor mare din lume cu transmisie Vario neîncetată.
Fendt este considerat un brand premium în cadrul grupului AGCO și, cu un buget de dezvoltare de aproximativ 62 de milioane EUR în 2013, este un motor global al inovației în industria echipamentelor agricole. Gama de produse include tractoare, mașini de recoltat furaje, combine de recoltat, greble, mașini de tuns, cositoare și presă.
Marca Fendt are cea mai mare pondere pe piața tractoarelor din Europa. Fendt este liderul pieței din Germania, cu o pondere de 24,2 la sută în 2018. Cu un număr total de 17.837 de tractoare au fost vândute singure în Franța, care până atunci a fost cel mai mare număr din istoria companiei. În barometrul anual de imagine publicat de DLG, în care sunt anchetați antreprenorii și fermierii germani despre companiile de inginerie agricolă, Fendt a ocupat primul loc în 2013, cu 99,3 din cele 100 de puncte posibile. Compania este membră a VDMA, Departamentul de Inginerie Agricolă.

## Gamă de produse

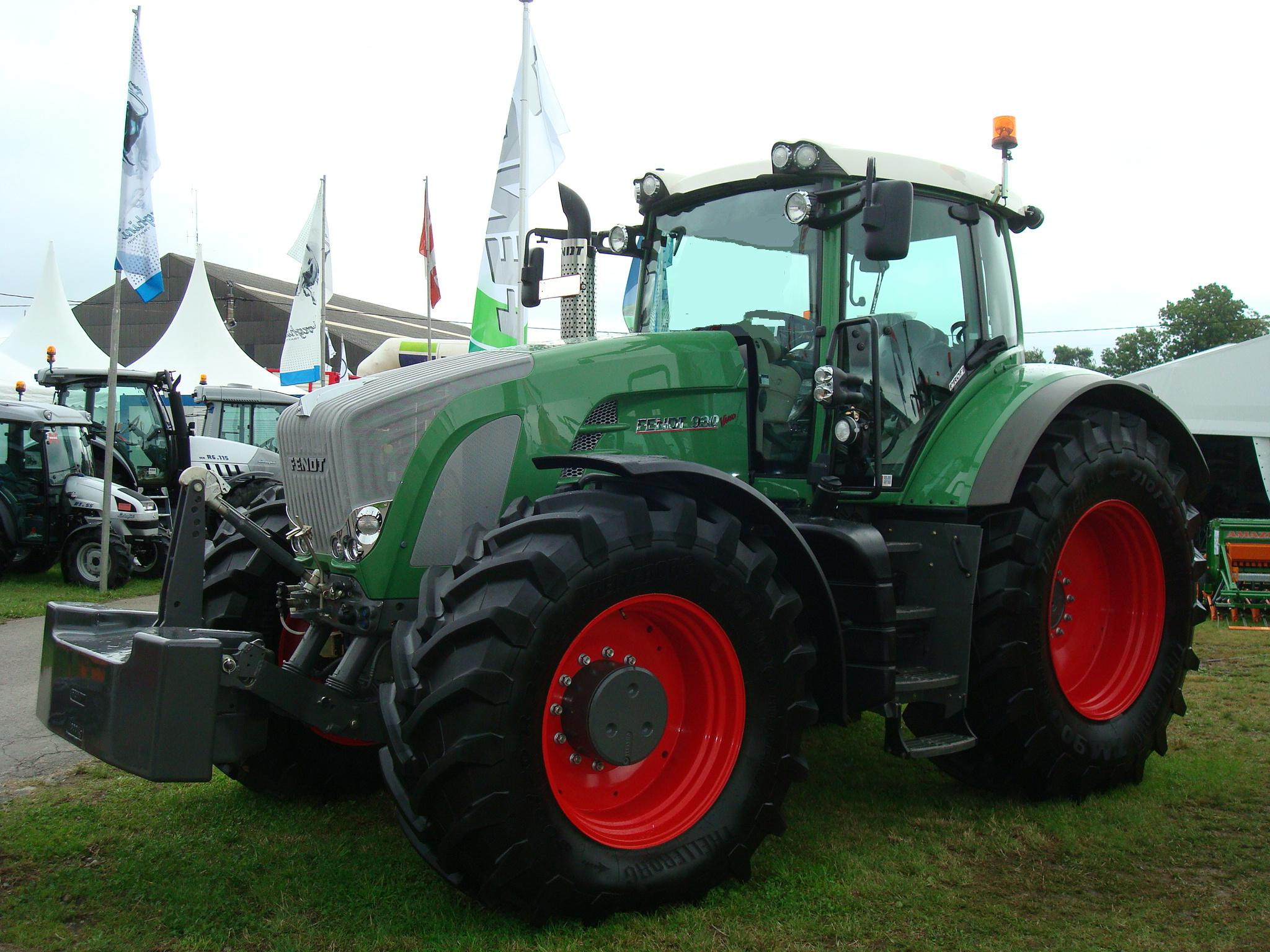
Fendt Vario 930

Fendt oferă o gamă de tractoare cuprinse între 70-500 CP, o gamă de combine de 220-500 CP, echipamente de furaje incluzând remorci de furaje, remorci, cositoare și greble sub marca Fendt după ce Fella a fost achiziționată de AGCO, Balers Heston formează în prezent sub marca fendt de la achiziționarea de AGCO, recoltoarele de nutreț 625-850 CP care folosesc anteturi Kemper, încărcătoare montate pe tractor și tractoare modificate pentru municipalități și industrii forestiere. Echipamentele furajere, balotierele și combinațiile pot fi găsite la majoritatea mărcilor AGCO și, în general, sunt identice din punct de vedere mecanic și sunt vândute sub marca cea mai performantă din zonă.

### Tractoare

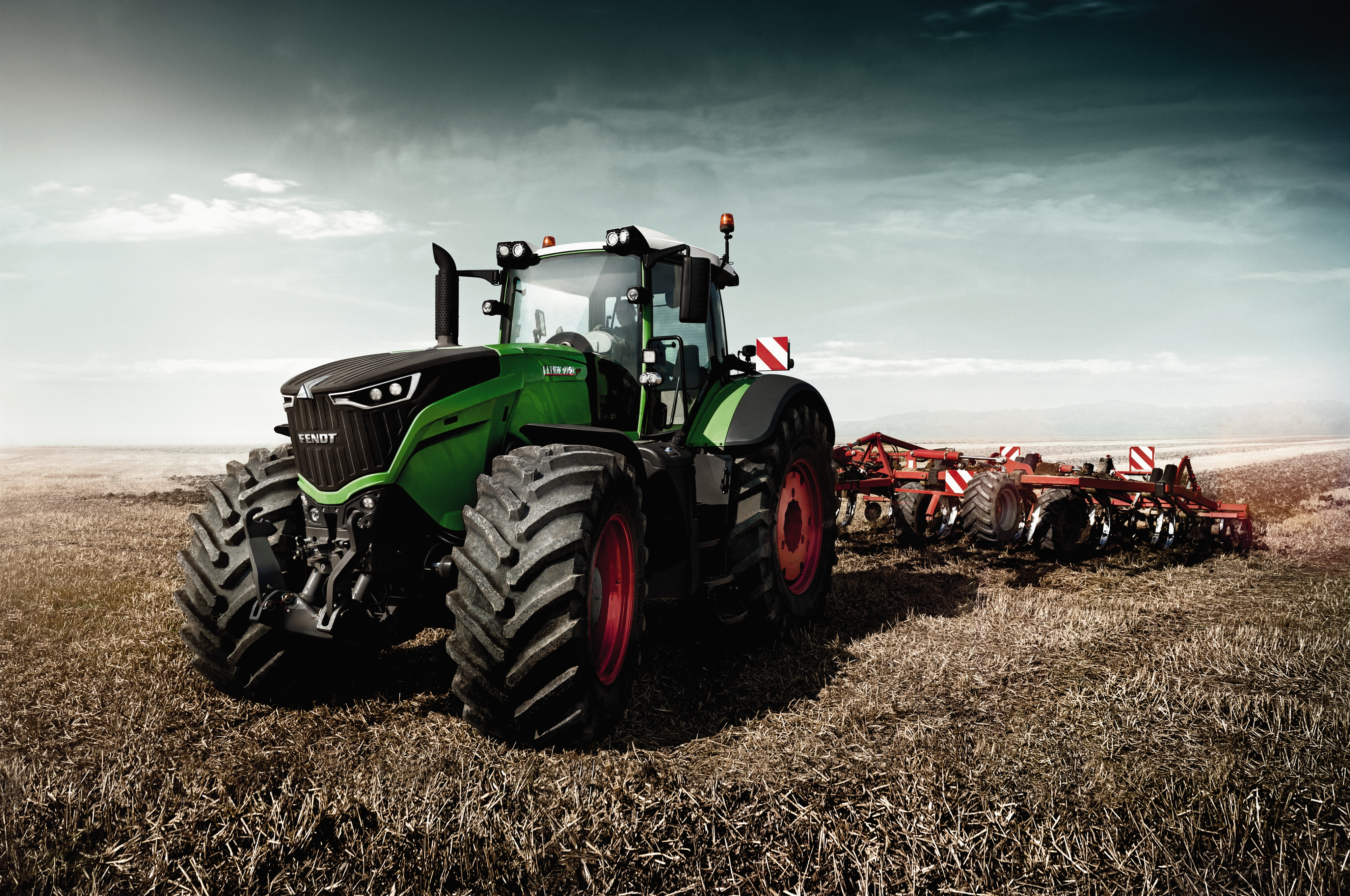
Fendt 1000 Vario cu un cultivator Horsch

| Gamă              | Interval de putere (kW/cp) |
| ----------------- | -------------------------- |
| 200 Vario Series  | 51–81 / 70–110             |
| 300 Vario Series  | 70–92 / 95–135             |
| 500 Vario Series  | 92–121 / 125–165           |
| 700 Vario Series  | 96–132 / 130–240           |
| 800 Vario Series  | 136–151 / 185–287          |
| 900 Vario Series  | 202–265 /275 –390          |
| 1000 Vario Series | 279–368 / 380–517          |

### Combine
| Gamă          | Interval de putere              |
| ------------- | ------------------------------- |
| IDEAL         | 336 kW / 451 cp 483 kW / 647 cp |
| C-Series      | 225 kW / 306 cp 265 kW / 360 cp |
| L-Series      | 179kW / 243 hp 225kW / 306 cp   |
| E-Series 5225 | 160 kW / 218 cp                 |
| E-Series 5185 | 129 kW / 175 cp                 |

### Prese de balotat
| balot pătrat | Dimensiuni      |
| ------------ | --------------- |
| 990          | 80 cm x 90 cm   |
| 1270         | 120 cm x 70 cm  |
| 1290         | 120 cm x 90 cm  |
| 1290 XD      | 120 cm x 90 cm  |
| 12130        | 120 cm x 130 cm |

### Recoltoare de furaje
| Fendt Katana | Putere (KW/cp)  |
| ------------ | --------------- |
| 65           | 460 kW / 625 cp |
| 85           | 625 kW / 900 cp |

### Fendt Tehnologia de protecție a plantelor
| Fendt Rogator | Putere (KW/cp)          | Capacitate nominala (l) | Lățimea brațului (m) |
| ------------- | ----------------------- | ----------------------- | -------------------- |
| 600           | 125-167 kW / 170-227 hp | 3850 - 6000             | 24 - 36              |
| 300           | -                       | 3500 - 6930             | 24 - 30              |

### Diverse
| Gamă                                                                        |
| --------------------------------------------------------------------------- |
| Fendt Cargo Loaders (pentru tractoare)                                      |
| Fendt Variotronic (terminal electronic pentru tractoare / combine agricole) |
| Fendt ISU Range (tractoare industriale)                                     |

## Vezi și
- Deutz-Fahr
- Hanomag
- Fendt Caravan (trecut parte din Fendt)

## Legături externe
- Site web oficial